# Maria Magdalena (film 2018)
Maria Magdalena (ang. Mary Magdalene) – amerykańsko-brytyjsko-australijski film biblijny, opowiadający o świętej Marii Magdalenie.
Film jest feministyczną reinterpretacją zarówno tej postaci, jak i początków chrześcijaństwa.

## Fabuła
„Maria Magdalena” to głębokie spojrzenie na jedną z najbardziej zarówno tajemniczych, jak i najbardziej niezrozumianych kobiet wszech czasów. Film opowiada historię Marii, która jest młodą kobietą szukającą nowej drogi, która ma iść przez życie. Skrępowana hierarchią i obyczajowością swych czasów, kobieta sprzeciwia się tradycyjnej rodzinie i postanawia dołączyć do nowo powstałego ruchu społecznego kierowanego przez Jezusa z Nazaretu. Pewnego dnia odnajduje miejsce idealne dla siebie, które znajduje się w samym sercu podróży prowadzącej do Jeruzalem. 

## Obsada
- Rooney Mara – Maria Magdalena
- Joaquin Phoenix – Jezus Chrystus
- Irit Sheleg – Maryja, matka Jezusa
- Chiwetel Ejiofor – Piotr
- Tahar Rahim – Judasz
- Sarah-Sofie Boussnina – Marta
- Theo Theodoridis – Łazarz
- Hadas Jaron – Sara
- Lubna Azabal – Zuzanna
- Ryan Corr – Józef
- Szira Has – Lea
- Uri Gavriel – Filip
- David Schofield – Tomasz
- Charles Babalola – Andrzej
- Tawfeek Barhom – Jakub
- Cachi Halewi – Efraim
- Zohar Strauss – Jan
- Michael Moszonow – Mateusz
- Ariane Labed – Rachela